# Gornji Brgat
Gornji Brgat falu Horvátországban, Dubrovnik-Neretva megyében. Közigazgatásilag Župa dubrovačka községhez tartozik.

## Fekvése
A Dubrovnik városától 6 km-re keletre, községközpontjától légvonalban 3, közúton 6 km-re északnyugatra, az Adria-parti főútról a bosznia-hercegovinai Trebinjébe menő főút mentén fekszik. A településtől 1 km-re északkeletre található a gornji brgati határátkelőhely.

## Története
A régészeti leletek tanúsága szerint területe már az ókorban lakott volt. A legrégibb itt élt ismert nép az illírek egyik harcias törzse, az ardiaták voltak, akik az i. e. 4. századból hagyták itt nyomaikat. A magaslatokon épített erődített településeken éltek, és kőből emelt halomsírokba temetkeztek. A stratégiai helyeken épített erődökből a nyoma máig fennmaradt a Ruda nevű magaslaton épített illír várnak. Halomsírok találhatók ma is a falu területén Rajčevićin és Bratitován. A rómaiak hosszú harcok után végül i. e. 135-ben verték le az ardiatákat. Közigazgatási központjuk innen délkeletre, a mai Donji Obod területén fekvő Epidaurum városa volt. Ebből a korból nem maradt fenn jelentősebb emlék a falu területén. A Nyugatrómai Birodalom bukása után a keleti gótok özönlötték el a térséget, őket 537-től 1205-ig kisebb megszakításokkal a bizánciak követték. 
A 7. században avarok és a kíséretükben érkezett szlávok, a mai horvátok ősei árasztották el a területet. A várakat lerombolták és az ellenálló lakosságot leöldösték. Így semmisült meg a mindaddig fennálló Epidaurum. A túlélő lakosság előbb Župára, majd Raguzába menekült. A falu pontos keletkezése a történelem homályába vész, de a 13. században már bizonyosan lakott volt. 13. századi eredetűnek tartják a Rajčevići Szent János templomot, a 14. század első felében pedig felépült a Szent Borbála-templom és akkor még Szent Péter titulussal a Szent Anna-plébániatemplom is, amelyeket 1328-ban, illetve 1366-ban említenek először. 1441-ben 25 raguzai család települt Gornji Brgatra elsősorban az itteni raguzaii birtokok és a kereskedelmi út védelmére, mivel ez a terület nagyon közel feküdt az akkori raguzai határhoz. Raguzából ugyanis Dubacon, Brgaton és Ivanicán át karavánút vezetett, mely elősegítette a város fejlődését egyúttal azonban fenyegetést is jelentett, mert az ellenség is könnyebben juthatott el a város falaihoz. Ezért a raguzaiak 1441-ben a mai Gornji Brgatnát felépítették Tumba erődjét, melynek maradványai ma is láthatók. A századok során a térséget többször támadták a hívatlan hadak kifosztva a környező falvakat, azért szükséges volt a határ mentén kellő számú határőrséget fenntartani. Ez biztosította a település állandó lakosságát.
A lakosság 1806-ban sokat szenvedett a montenegrói és orosz hadak pusztításától, akik sok házat, épületet, nyaralót és több templomot kifosztottak és leromboltak. Az ostromló hadakat a franciák kényszerítették visszavonulásra. A Raguzai Köztársaság bukása után 1806-ban Dalmáciával együtt ez a térség is a köztársaságot legyőző franciák uralma alá került, de Napóleon bukása után 1815-ben a berlini kongresszus Dalmáciával együtt a Habsburgoknak ítélte. Az iskola 1885-ben kezdte meg működését. 1857-ben 240, 1910-ben 192 lakosa volt. 1918-ban az új szerb-horvát-szlovén állam, majd később Jugoszlávia része lett. A délszláv háború idején 1991. október 24-én a jugoszláv hadsereg és a szerb szabadcsapatok foglalták el a települést, amelyet kifosztottak és felégettek. A lakosság a közeli Dubrovnikba menekült, és csak 1992 tavaszán térhetett vissza. A háború után rögtön megindult az újjáépítés, mely 15 évig tartott. 2011-ben 199 lakosa volt, akik főként turizmussal és mezőgazdasággal foglalkoztak.

## Népesség
| Lakosság változása | Lakosság változása | Lakosság változása | Lakosság változása | Lakosság változása | Lakosság változása | Lakosság változása | Lakosság változása | Lakosság változása | Lakosság változása | Lakosság változása | Lakosság változása | Lakosság változása | Lakosság változása | Lakosság változása | Lakosság változása |
| ------------------ | ------------------ | ------------------ | ------------------ | ------------------ | ------------------ | ------------------ | ------------------ | ------------------ | ------------------ | ------------------ | ------------------ | ------------------ | ------------------ | ------------------ | ------------------ |
| 1857               | 1869               | 1880               | 1890               | 1900               | 1910               | 1921               | 1931               | 1948               | 1953               | 1961               | 1971               | 1981               | 1991               | 2001               | 2011               |
| 240                | 192                | 188                | 222                | 274                | 192                | 166                | 184                | 177                | 191                | 204                | 191                | 214                | 183                | 191                | 199                |

## Nevezetességei
- A Szent Anna plébániatemplom építése 1912-ben kezdődött és 1914-ben fejeződött be. Felszentelése 1914. április 26-án volt. A délszláv háború során a szerb erők súlyosan megrongálták, öt évig tartott, mire eredeti szépségében helyreállították.

- A régi Szent Anna-templomot[4] 1366-ban még Szent Péter-templomként említik. Nem sokkal azelőtt 1348-ban építették. Anyakönyveit 1611 óta vezették. Idővel kicsinek bizonyult a lakosság számához képest, ezért a hívek 1912-ben új templom építésébe kezdtek. Kőből épített négyszögletes alaprajzú épület apszis nélkül, a nyugati homlokzat előtt négyszögletes előcsarnokkal. Homlokzatán a bejárat felett rózsaablak, felül pedig egy harang számára épített harangdúc látható. Ácsolt famennyezete van. A templom körül található a falu temetője, ezért ma temetőkápolnaként szolgál.

- A rajčevići Keresztelő Szent János-templomot[5] a 13–14. században építették a Gornji Brgatról Žarkovicára vezető út mellé. A négyszögletes alaprajzú, apszis nélküli kora gótikus épület máig jó állapotban fennmaradt, de gazdasági épületként szolgál. Homlokzatát a bejárat felett kereszttel díszített lunetta, felette pedig négyágú rozetta ékesíti.

- Brgat és Žarkovica között áll a bratitovai Szent György kápolna, mely a 14. századból származik.

- Az egykori kápláni ház közelében állt a 14. századi Szent Péter-kápolna, amelyet 1952-ben lebontottak.

- A településtől keletre, a Dubrovnikot a hátországgal egykor összekötő Ivanjica-hágó közelében, a 299 méter magas Barbara nevű hegyen ősi erődített település maradványai találhatók. Az illír hegyi település létezését a bronz- és a vaskorból származó felszíni kerámialeletek, valamint egy körülbelül 100 m hosszú száraz kőfal maradványai is bizonyítják, amelyek keletről akadályozzák a domboldalra való feljutást. A Sutvar helynév alapján egy késő ókori erődített település mellett egy Szent Borbála tiszteletére szentelt ókeresztény templom is állt itt, amelyet valószínűleg nagyon korán lebontottak, majd ugyanott a késő középkorban sírköves temetőt létesítettek, amelyekből ma 4 díszítetlen, durván faragott sírkő ma is megtalálható. A későbbi időszakokban ezt a helyet kizárólag katonai célokra használták. Így történt ez Dubrovnik 1806-os francia megszállása idején, valamint a második világháborúban, amikor az olaszok bunkerek, árkok és kiegészítő épületek sorozatának felépítésével támaszpontot hoztak létre. Ezekből mára egy romos, hosszúkás alaprajzú épület középső része maradt fenn mely, valószínűleg az egykori templom helyén épült.[6]

- Tumba erődjének maradványai. Az erődöt 1441-ben építették a raguzaiak a Raguzából a hercegovinai határ felé menő kereskedelmi út biztosítására. Nem kizárt, hogy már előbb is erődítmény állt ezen a helyen. A köztársaság bukása után is megtartotta jelentőségét. 1806-tól a franciák Bosanka határában felépítették Imperijal és Delgorgue erődjeit, melyekkel együtt egy védelmi rendszer része volt. Védelmi szerepe Bosznia-Hercegovina 1878-as osztrák-magyar okkupációjával szűnt meg. Azóta elhagyatva áll.[7]

- Ruda ókori vármaradványok

- Ókori halomsírok Rajčevićin és Bratitován.

- A település északi végén közvetlenül a régi kereskedelmi út mellett, a Szent Anna templom közelében a Raguzai Köztársaság idejében vámház állt, melyhez egy higiéniai-egészségügyi központ tartozott. Az egész objektumból ma már csak az állatok fertőtlenítésére használt medence látszik. Az ovális medence átmérője 510 cm, mélysége 130 cm. Vízszükségletét a közeli forrásból fedezték. A maradványok az egyetlen hasonló rendeltetésű épület maradványai az egykori köztársaság területén.[8]

## Sport
A településen bocsaklub (BK Brgat) működik.